# University Heights (Iowa)
University Heights – miasto w Stanach Zjednoczonych, we wschodniej części stanu Iowa, w hrabstwie Johnson. W 2000 roku liczyło 987 mieszkańców.